# Viktoria-Kampfbahn
Die Viktoria-Kampfbahn (offiziell: Städtische Kampfbahn Viktoria) war ein Fußball- und Leichtathletikstadion in der nordrhein-westfälischen Großstadt Recklinghausen im Ruhrgebiet. 

## Geschichte
Das Stadion wurde im Juni 1920 eröffnet. Es wurde auf dem Gelände einer ehemaligen Ziegelei an der Dorstener Straße errichtet. Der Verein Viktoria Recklinghausen investierte seinerzeit rund 28.000 Reichsmark und eröffnete das Stadion mit einem Freundschaftsspiel gegen VV Hengelo aus den Niederlanden. Ein Jahr später wurde eine überdachte Haupttribüne, eine Leichtathletiklaufbahn sowie Umkleideräume errichtet. Im Jahre 1926 verkaufte die Viktoria das Stadion für 18.000 Reichsmark an die Stadt, behielt allerdings ein Nutzungsrecht. Ein Jahr später wurde die Spielfläche tiefer gelegt. Die dabei gewonnene Erde wurde zu Zuschauerwällen aufgeschüttet.
Gleichzeitig wurde bei der Haupttribüne das Dach entfernt und die Anzahl der Sitzplätze auf 2.000 erhöht. Nach Abschluss der Arbeiten wurde das Stadion am 28. Oktober 1928 neu eröffnet. Viktoria Recklinghausen gehörte im Jahre 1933 zu den Gründungsmitgliedern der seinerzeit erstklassigen Gauliga Westfalen. Zwei Jahre später stieg die Mannschaft ab. Nach dem Ende des Zweiten Weltkriegs wurde die Viktoria-Kampfbahn vom britischen Militär beschlagnahmt. Erst zwei Jahre später konnte die Viktoria wieder in der Kampfbahn spielen. Im Jahre 1954 wurde die Kapazität der Haupttribüne auf 3.000 Plätze erweitert.
Neben den Heimspielen der Viktoria war die Kampfbahn Schauplatz zahlreicher anderer Spiele. 1947 sahen 35.000 Zuschauer das Qualifikationsspiel zur Britischen Zonenmeisterschaft zwischen dem FC Schalke 04 und Fortuna Düsseldorf, dass die Schalker mit 4:0 gewannen. Ein Jahr später sahen am 16. Mai 37.000 Zuschauer das Final-Rückspiel um die Westfalenmeisterschaft zwischen SuS 13 Recklinghausen und Preußen Münster. Recklinghausen gewann das Spiel mit 2:1. Am 29. Mai fand das zweite Entscheidungsspiel um den Klassenerhalt in der erstklassigen Oberliga West in der Viktoria-Kampfbahn statt. Vor 25.000 Zuschauern trennten sich die TSG Vohwinkel und Preußen Dellbrück nach Verlängerung 0:0.
Der TSV Marl-Hüls trug damals noch unter dem Namen TSV Hüls seine Heimspiele bei den Westfalenmeisterschaften 1953 und 1954 in der Viktoria-Kampfbahn aus. Das Halbfinale der deutschen Amateurmeisterschaft 1954 gegen den Phönix Lübeck. Am 16. Mai 1965 war die Viktoria-Kampfbahn Schauplatz des Entscheidungsspiels um die Westfalenmeisterschaft zwischen dem VfL Bochum und der SpVgg Erkenschwick. Vor 14.000 Zuschauern trennten sich die Mannschaften mit 1:1 nach Verlängerung. Schließlich gewannen die Bochumer durch Losentscheid. Zwei Jahre später sahen 12.000 Zuschauer das Entscheidungsspiel um die Meisterschaft der Verbandsliga Westfalen 1 zwischen der SpVgg Erkenschwick und der SpVgg Herten (2:0).
Auch internationale Spiele wurden in der Viktoria-Kampfbahn ausgetragen. Im Jahre 1953 spielten im Rahmen der Fußball-Weltmeisterschaft der Studenten die Mannschaften der Schweiz und Belgiens in Recklinghausen. Ein Jahr später war die Viktoria-Kampfbahn Spielort des Vorrundenspieles des UEFA-Juniorenturniers 1954 zwischen Ungarn und Nordirland (7:2). Vor dem Zweiten Weltkrieg wurden in der Viktoria-Kampfbahn internationale Leichtathletikwettkämpfe ausgetragen, bei denen unter anderem Hubert Houben oder Otto Peltzer antraten.
Im Jahre 1971 fusionierte die Viktoria mit SuS 13 Recklinghausen zum SC Recklinghausen. Die Viktoria-Kampfbahn wurde daraufhin aufgegeben, aber noch bis in die frühen 1980er Jahre genutzt. Auf dem Gelände des Stadions wurde im Jahre 1984 das neue Knappschaftskrankenhaus Recklinghausen eröffnet.